# 西蒙·迪亚兹
西蒙·迪亚兹（西班牙語：Simón Narciso Díaz Márquez，1928年8月8日—2014年2月19日），委内瑞拉男歌手，曾获得格莱美奖。
2008年9月30日，拉丁格莱美奖委员会宣布他获得终身成就奖。
迪亚兹患有常年的阿兹海默症，2014年2月19日，他死于委内瑞拉加拉加斯。